# Prise de la Grenade
Pour les articles homonymes, voir Grenade.
Guerre d'indépendance des États-Unis
Batailles
La prise de Grenade est une expédition de l'armée française dirigée par le comte d'Estaing en juillet 1779 qui aboutit à la prise de l'île de Grenade, une des colonies des Indes occidentales britanniques. Cet évènement entre dans le cadre de la guerre d'indépendance américaine. Le débarquement intervient le 2 juillet et les troupes françaises prennent ensuite d'assaut les fortifications britanniques d'Hospital Hill surplombant la capitale Saint-Georges. Après leur prise, les canons britanniques sont utilisés contre leurs anciens propriétaires positionnés dans le fort George. C'est à ce moment-là que le gouverneur Lord Macartney engage les pourparlers.
L'amiral d'Estaing rejette les termes de la capitulation de Macartney et met en avant ses propres conditions particulièrement dures. Macartney les rejette à son tour et préfère opter pour la reddition inconditionnelle. D'Estaing permet ensuite à ses troupes de piller la ville et Macartney est envoyé en France comme prisonnier de guerre. Les forces françaises rembarquent le 5 juillet lorsqu'elles apprennent l'arrivée d'une flotte britannique dirigée par l'amiral John Byron. Les deux flottes engagent le combat le jour suivant et les Français infligent de lourds dommages aux navires britanniques. À la suite de cet engagement, les deux flottes se retirent vers leurs bases respectives. Finalement, l'île de Grenade revient aux Britanniques à la fin de la guerre en 1783.

## Contexte
À la suite de l'engagement français aux côtés des Américains au début de l'année 1778, l'amiral français d'Estaing arrivé dans les Antilles en décembre 1778 à la tête d'une flotte de 12 navires de ligne et de plusieurs petits navires. À peu près au même moment, une flotte britannique conduite par l'amiral William Hotham arrive aussi dans les Antilles en renfort de la flotte de Samuel Barrington déjà présente. Les Britanniques parviennent ensuite à prendre l'île française de la Sainte-Lucie malgré la tentative de d'Estaing de venir en aide à la colonie. Les Britanniques se servent de Sainte-Lucie comme d'une base pour contrôler les agissements de d'Estaing dont le quartier-général est situé sur l'île voisine de la Martinique.
La flotte britannique reçoit de nouveaux renforts en janvier 1779 avec l'arrivée de dix navires de ligne commandés par l'amiral John Byron qui prend le commandement de la flotte britannique des îles Leeward. Tout au long de la première moitié de l'année 1779, les deux flottes reçoivent des renforts et la flotte française finit par être plus importante que celle de son adversaire. En outre, Byron quitte Sainte-Lucie le 6 juin pour fournir une escorte aux navires marchands britanniques se réunissant à Saint Kitts avant de partir pour l'Europe. D'Estaing et le gouverneur général de la Martinique de Bouillé en profitent alors pour mener une série d'opérations contre les possessions britanniques de la région.
La première cible des Français est l'île de Saint-Vincent qui tombe entre leurs mains le 18 juin. D'Estaing dirige alors son attention vers d'autres colonies britanniques dont la Barbade.

## Défenses britanniques

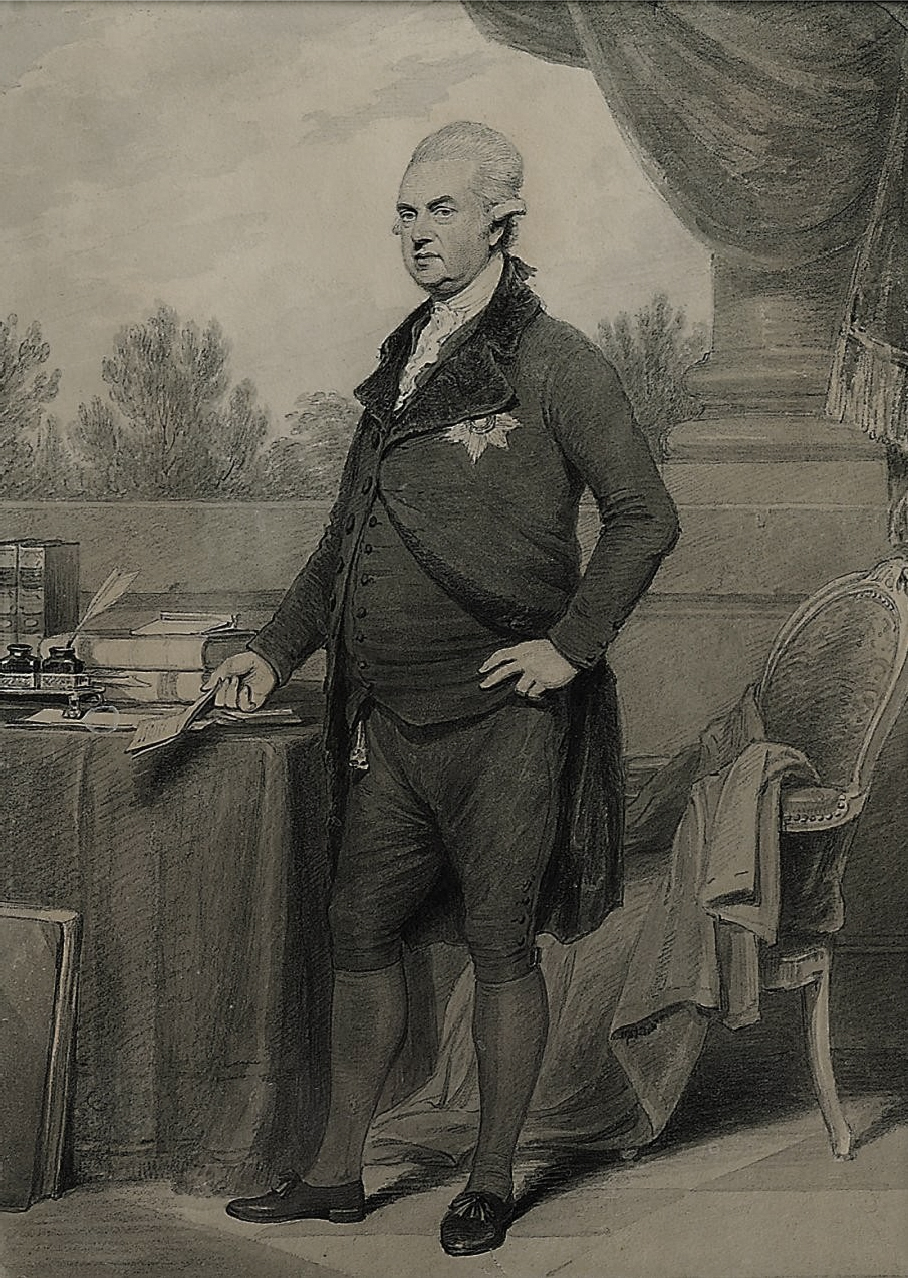
Georges Macartney, gravure de Henry Edridge.

Grenade est à cette date l'une des colonies britanniques les plus riches et produit une importante quantité de sucre. Le gouverneur britannique Lord Macartney est averti de la possibilité d'une attaque française. Il réagit par des demandes répétées de renforts à l'amiral Byron et au commandant britannique de Saint Kitts mais il lui est répondu que l'île de Saint-Vincent est la cible principale des Français et que Byron lui enverrait des renforts en cas d'attaques contre Grenade.
Macartney a à sa disposition 101 soldats du 48e régiment soutenus par 24 artilleurs. En outre, 400 miliciens et volontaires peuvent venir en aide aux troupes régulières britanniques mais leur fiabilité n'est pas acquise, d'autant plus qu'un tiers de ces hommes sont d'ascendance française. Macartney ordonne la construction de fortifications sur Hospital Hill, un promontoire donnant sur la capitale Saint-Georges. Les versants pentus de cette colline sont défendus par des murs de pierre tandis qu'une palissade entourant des retranchements est dressée sur le sommet de la colline.

## Capture française

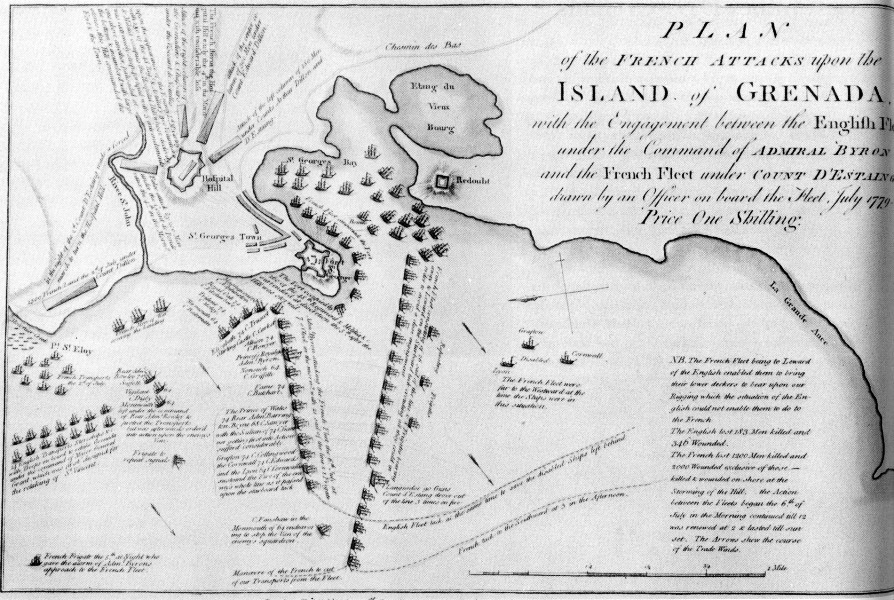
Plan de l'attaque française.

Le comte d'Estaing ancre sa flotte près de la capitale Saint-Georges le 2 juillet. De là, il débarque une force de 1 400 hommes du régiment Dillon ainsi que 700 hommes provenant des régiments de Champagne, de Foix, d'Auxerrois, de Cambrésis et de Hainaut. Avec l'arrivée des troupes françaises, Macartney ordonne à ses hommes de se replier sur les positions d'Hospital Hill. Le 3 juillet, D'Estaing fait une reconnaissance des positions britanniques. Il s'inquiète alors du fait que Byron peut venir en renfort de Macartney à tout moment. Il tente dans un premier temps d'obtenir la reddition des Britanniques par la négociation mais Macartney refuse.
D'Estaing planifie alors une attaque. Trois colonnes doivent attaquer l'arrière des fortifications à la baïonnette pendant qu'un petit détachement de 200 hommes doit faire une démonstration de force là où les Britanniques s'attendent à recevoir le choc principal. La nuit du 3 juillet, ces formations font mouvement. Les trois colonnes de 300 hommes chacune sont dirigées par Arthur Dillon, son frère Edouard et le comte de Noailles. La colonne d'Arthur Dillon est aussi accompagnée d'une avant-garde de 180 hommes dirigée par le comte de Durat. À quatre heures du matin le 4 juillet, le détachement ouvre le feu tandis que les trois colonnes chargent les positions britanniques d'Hospital Hill. Les défenseurs britanniques sont alors pris de panique et la plupart d'entre eux fuient vers le Fort George en bas de la colline. 
Dans la confusion de la fuite, les Britanniques oublient de désarmer leurs canons. Ils abandonnent aussi une importante quantité d'objets de valeur entreposés sur Hospital Hill pour leur sécurité. Les Français profitent de ces oublis et se servent des canons britanniques pour faire feu sur le Fort George. Macartney réalise alors que la situation est désespérée et lève le drapeau blanc. Les Français ont perdu 36 hommes tandis que 71 sont blessés et font près de 700 prisonniers. Selon les rapports britanniques, les pertes françaises s’élèveraient à 300 hommes. En outre, les Français affirment s'être emparés de 30 navires marchands ancrés dans le port.
L'amiral D'Estaing rejette les termes de la capitulation tels qu'ils sont proposés par Macartney et leur substitue une liste d'articles qu'il a esquissé. Macartney trouve cette liste « pas seulement sans précédent et humiliante mais tellement incertaine dans sa nature, son étendue et son but qu'elle pourrait à tout moment être un prétexte pour s'emparer de la vie et des biens de ceux qui capitulent ». Son conseil rejette à l'unanimité la proposition de capitulation de D'Estaing et les Britanniques choisissent la capitulation sans conditions.

## Conséquences

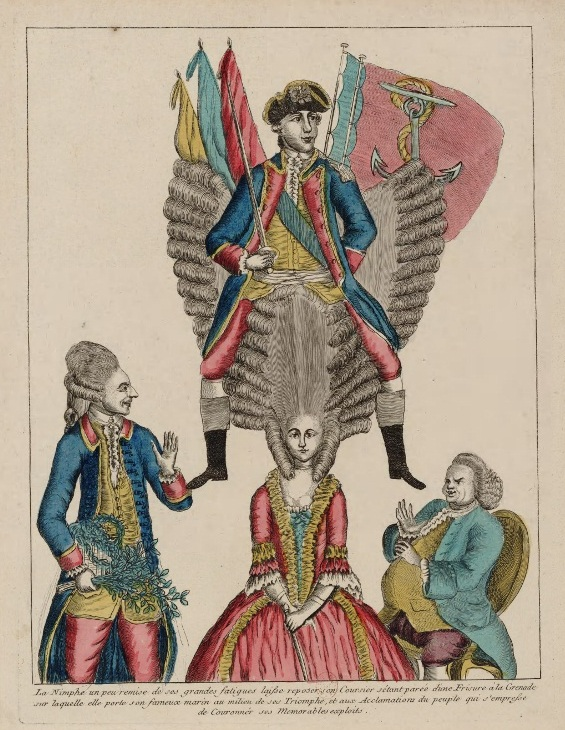
Estampe allégorique et de propagande réalisée après la prise de l'île de La Grenade et la victoire navale de d'Estaing en juillet 1779.

L'amiral Byron apprend la prise de Saint-Vincent le 1er juillet et alors qu'il fait route vers cette île dans le but de la reprendre, il est informé de l'attaque contre Grenade. Il décide alors de faire voile vers cette dernière et arrive le matin du 6 juillet. D'Estaing ayant été alerté de l'arrivée de Byron le 5, il a fait rembarqué la majeure partie de ses troupes avant de lever l'ancre à 4 heures du matin le 6 juillet. Les deux flottes s'affrontent au large de la Grenade et D'Estaing parvient à vaincre l'attaque désorganisée de Byron. À la suite de ces évènements, il n'y a plus d'actions majeures dans les Indes Occidentales avant le départ de D'Estaing vers les États-Unis pour participer au siège infructueux de la ville de Savannah en Géorgie en septembre. 
Grâce à la prise de la Grenade et à la victoire sur la flotte de Byron, D'Estaing bénéficie d'une immense popularité en France. L'acteur et dramaturge Pierre-Germain Parisau écrit ainsi Veni, Vidi, Vici ou La Prise de Grenade qui retrace la capture de l'île.
Au cours de leur occupation de l'île, les Français entament la construction d'une série de fortifications sur Richmond Hill. Elles sont destinées à défendre l'île contre une attaque similaire à celle de D'Estaing. Ainsi, les canons sont pointés vers l'intérieur des terres plus que vers la mer. Ces défenses sont complétées par les Britanniques après leur retour sur l'île en 1783.
Grenade et Saint-Vincent restent aux mains des Français jusqu'à la fin de la guerre. Elles reviennent aux Britanniques à la suite du traité de Paris de 1783. Durant l'intermède français, c'est le comte de Durat nommé par D'Estaing qui est le gouverneur de l'île. Selon les habitants britanniques de l'île, il est particulièrement rude et répressif. Après le départ des Français, les colons britanniques entament une politique de répression à l'égard de la population francophone et catholique majoritaire sur l'île. Cela conduit cette population à quitter la Grenade pour Trinidad. Toutefois, les divisions culturelles et religieuses de l'île persistent et conduisent à une montée de la résistance locale culminant avec la rébellion de Fredon de 1795-1796 finalement matée par les Britanniques.

## Galerie

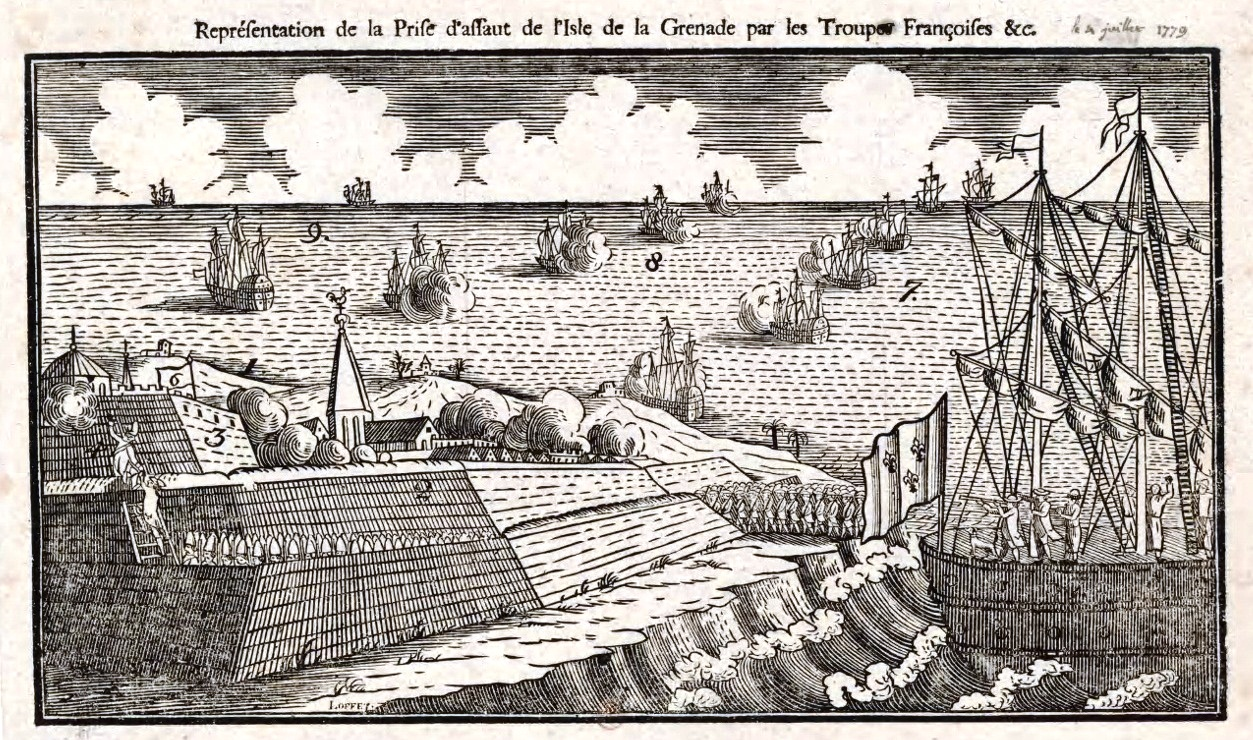
Représentation du débarquement et de l'assaut de l'île, le 4 juillet. Estampe naïve.
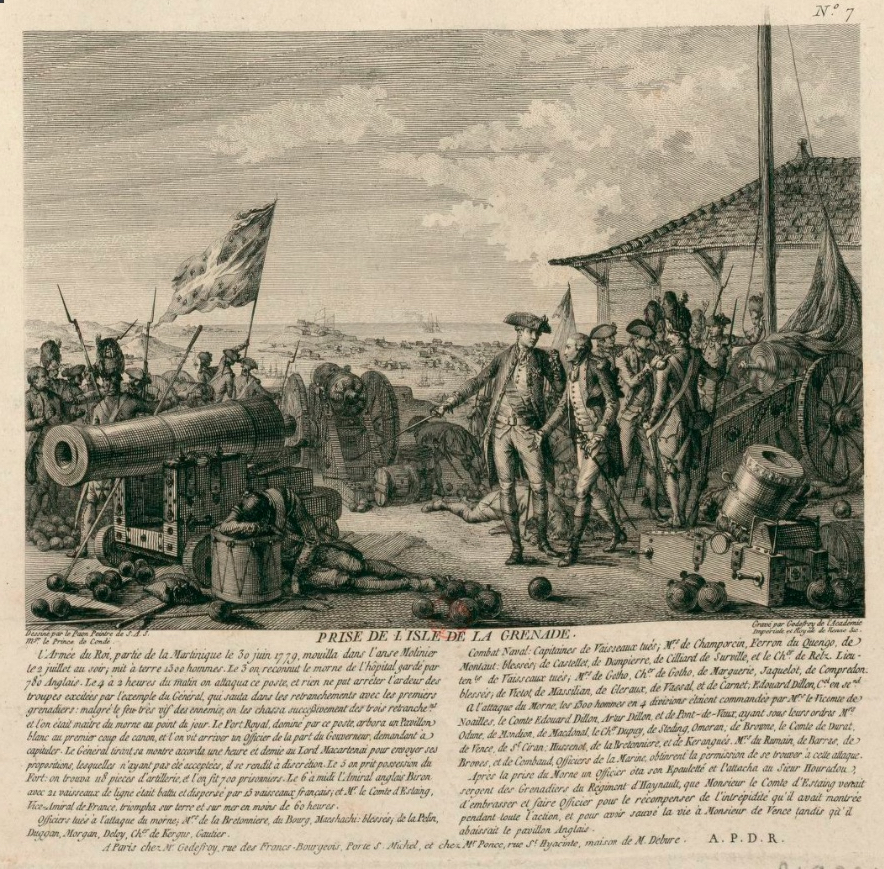
L'île est prise très rapidement après un assaut mené l'épée au poing par d'Estaing. Dès le 6 juillet la garnison anglaise capitule (Gravure de Nicolas Ponce).
La valeur récompensée à la prise de la Grenade. Le Comte d'Estaing fait officier le Brave Hourador qui vient, sous ses yeux, de sauver la vie de M. de Vence alors qu'il abaissait le pavillon Anglais.
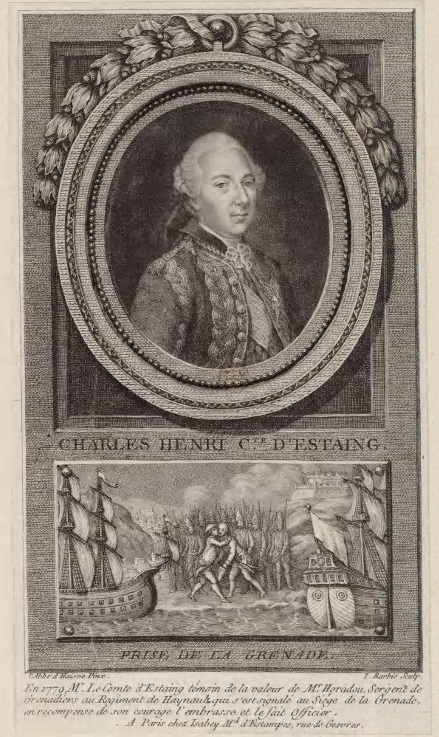
L'assaut réussi de l'île et son comportement chevaleresque valent à d'Estaing une grande popularité.
Jean Gaspard de Vence à la prise de l'île de la Grenade, le 4 juillet 1779.